# Handschrift 252
Handschrift 252 is een 15e-eeuws manuscript met de Postilla in Prophetas van Nicolaus de Lyra (ca. 1270-1349). Het handschrift is gemaakt in Utrecht en verlucht door de Meester van Otto van Moerdrecht. Het is afkomstig uit het kartuizerklooster Nieuwlicht in Utrecht. In 1424 schonk Otto van Moerdrecht dit handschrift aan het kartuizerklooster toen hij daar intrad.
Tegenwoordig wordt Hs. 252 bewaard in de Universiteitsbibliotheek Utrecht. Het is te citeren als: Universiteitsbibliotheek Utrecht Hs. 252 (3 B 5)

## Omschrijving
Het handschrift bevat de Postilla in Prophetas van Nicolaus de Lyra in het Latijn, geschreven in een gotische hybrida libraria en cursiva libraria letter in 2 kolommen. Hs. 252 telt 247 kalfsperkamenten (vellum) bladen (folia) van 33,3 bij 24 cm. De banden zijn ook 15e-eeuws. Deze zijn gemaakt van bruin kalfsleer over houten platten en versierd met blindstempeling. Op de banden zijn sporen te zien van gespen en nokken. Het manuscript is rond 1423-1425 gedateerd. Waarschijnlijk is het handschrift niet in het kartuizerklooster gemaakt, maar in een atelier in Utrecht. Hierop wijzen het Utrechtse penwerk en de verluchtingen van de Utrechtse Meester van Otto van Moerdrecht.
Er staan 3 miniaturen, 8 schematische tekeningen en 5 initialen gedecoreerd met penwerk in dit handschrift.

## Geschiedenis
Een inscriptie op fol. 11 verso vermeldt dat het boek aan de kartuizers is geschonken door 'heer Otto', die het liet schrijven tijdens zijn noviciaat, maar dat het handschrift pas af was na zijn professie. Een tweede inscriptie en andere bronnen maken duidelijk dat 'heer Otto' de domkanunnik Otto van Moerdrecht is. Deze werd in 1423 novice bij de kartuizers en legde eind 1424 professie af. Er is dus niet eerder dan 1423 aan het handschrift begonnen en het zal niet lang na 1424 voltooid zijn.
Toen Otto intrad in het klooster schonk hij niet alleen dit manuscript. Hij schonk ook geld, wat zilver, een annuïteit (periodiek te betalen bedrag) en een stuk land. Daarnaast bestelde hij een meerdere boeken bij scriptoria in de stad. Hieronder waren een aantal werken die hij persoonlijk nodig had in zijn cel: een breviarium, een diurnaal, een psalter, een getijdenboek en de statuten van de kartuizerorde. Deze boeken werden het bezit van het klooster. Otto bestelde ook nog een aantal boeken als aanvulling op de kloosterbibliotheek. Naast de Postilla in Prophetas schonk hij twee andere manuscripten met bijbelcommentaren van Nicolaus de Lyra. Hiervan is één handschrift niet overgeleverd, het andere wordt in de Universiteitsbibliotheek Utrecht bewaard als Hs. 249. Deze bevat commentaar op de eerste vijf boeken van het Oude Testament en is geschreven in dezelfde hand en versierd met hetzelfde penwerk als Hs. 252. Otto schonk ook de Sermoenen van Jordanus van Quedlinburg in drie boekdelen.
Otto van Moerdrecht had niet zonder reden juist deze teksten gekozen. In Nieuwlicht waren al manuscripten aanwezig met Nicolaus de Lyra's bijbelcommentaar op het Nieuwe Testament. De handschriften die Otto schonk vormden hier een aanvulling op: ze bevatten allemaal commentaar op het Oude Testament.
Na de Reformatie was Utrecht protestants geworden. Het stadsbestuur richtte in 1584 een nieuwe stadsbibliotheek op in de Janskerk. Daarom verzocht het bestuur de kloosters en kapittels in Utrecht hun verzameling boeken aan deze bibliotheek af te staan. De collectie van Nieuwlicht is zo eerst in de stadsbibliotheek terecht gekomen. Toen de stadbibliotheek overging in de Universiteitsbibliotheek, kwam dit handschrift in bezit van de Universiteitsbibliotheek Utrecht.

## Inhoud
Het manuscript bevat een deel van de bijbelcommentaren van Nicolaus de Lyra. Deze bijbelcommentaren waren zeer invloedrijk. Rond de 700 handschriften zijn overgeleverd van de Postilla. Tot 1600 zijn ook ruim 150 gedrukte edities van dit werk gemaakt.
Nicolaus de Lyra was een minderbroeder, een franciscaan, die leefde vanaf ca. 1270 tot 1349. Zijn bijbelcommentaar wijkt af van zijn voorgangers, die sterk de nadruk legden op een drievoudige interpretatie. Bij deze methode verklaarden schrijvers de tekst op allegorisch, tropologisch en anagogisch niveau. Nicolaus' commentaar legt daarentegen de nadruk op letterlijke tekstverklaring. Door deze benadering heeft zijn werk veel invloed gehad op latere bijbelverklaring, en bijvoorbeeld ook op Maarten Luther.
In dit handschrift staan de bijbelcommentaren (postilla) op de profeten (in prophetas). Dit zijn de 12 kleine profeten en Jesaja, Jeremia, Klaagliederen van Jeremia, Baruch met de brief aan Jeremias, Ezechiël en Daniël uit het Oude Testament.

## Decoratie

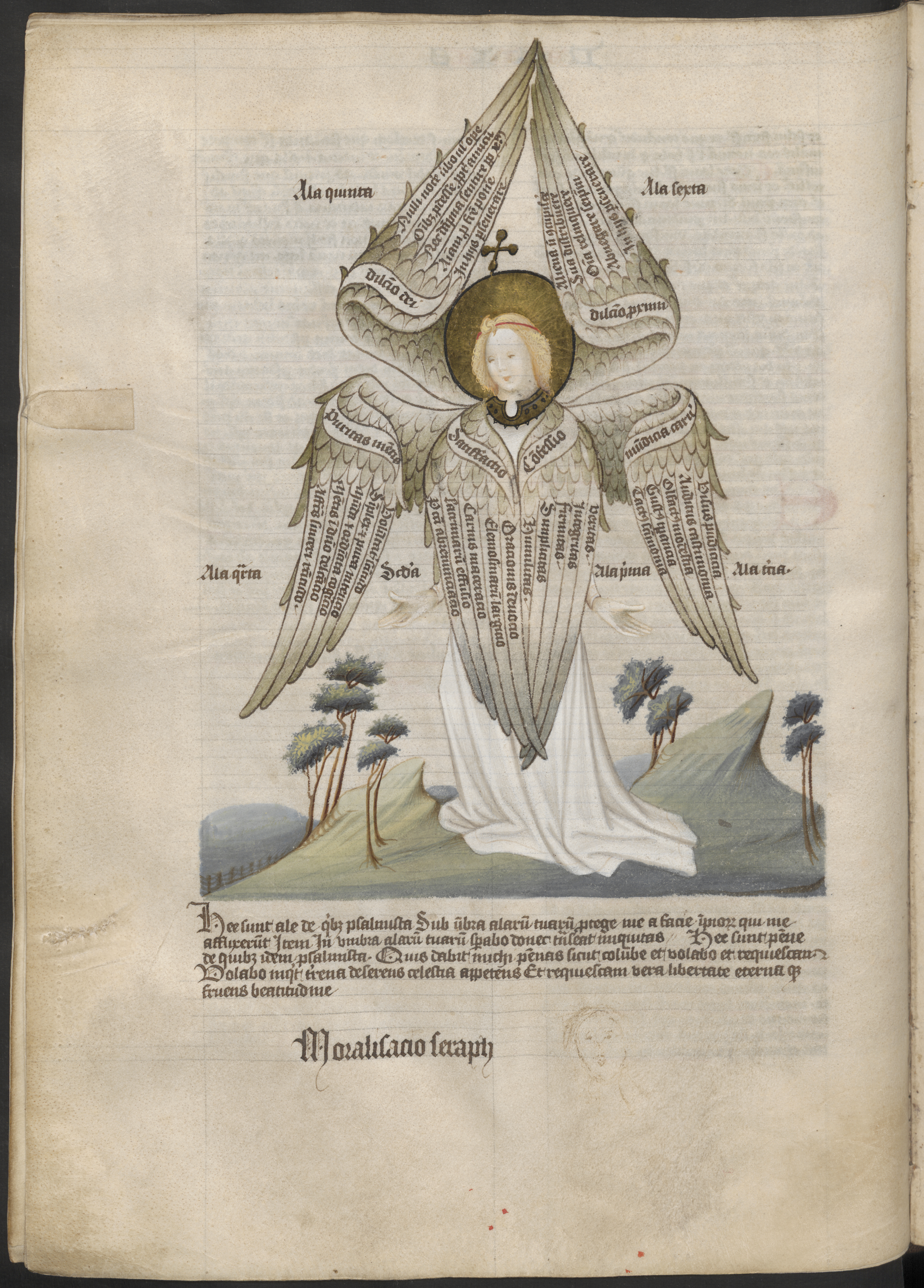
f. 43v Moralisacio Seraph

Het handschrift bevat twee bladgrote miniaturen en één kleinere miniatuur. Daarnaast staan er ook een aantal plattegronden, stambomen en schema's in, om de tekst te verduidelijken. De noodnaam de Meester van Otto van Moerdrecht is ontleend aan de verluchtingen in dit manuscript. Deze verluchtingen vormen daarom het uitgangspunt voor het toeschrijven van decoraties aan deze meester. Tegenwoordig wordt de Meester van Otto van Moerdrecht niet meer gezien als één meester, maar als meerdere miniaturisten die in dezelfde stijl werkten.

### Moralisacio Seraph
Op fol. 43v en 44r, aan het begin van het boek Jesaja, staan de zogeheten 'Moralisacio Seraph' en een auteursportret van Nicolaus de Lyra in een landschap. De Moralisacio Seraph dankt zijn naam aan de inscriptie onder de miniatuur. Waarom het auteursportret hier staat, midden in het handschrift in plaats van vooraan, is niet duidelijk. Het portret heeft geen direct verband met de tekst eronder. Koert van der Horst stelde voor dat de kopiist misschien te weinig ruimte had gelaten voor de voorstelling van de Moralisacio Seraph. In plaats van deze boven de tekst te schilderen, heeft de miniaturist de engel vervolgens op het lege blad ernaast gemaakt. De ruimte op 44r werd daarna ingevuld met het auteursportret.

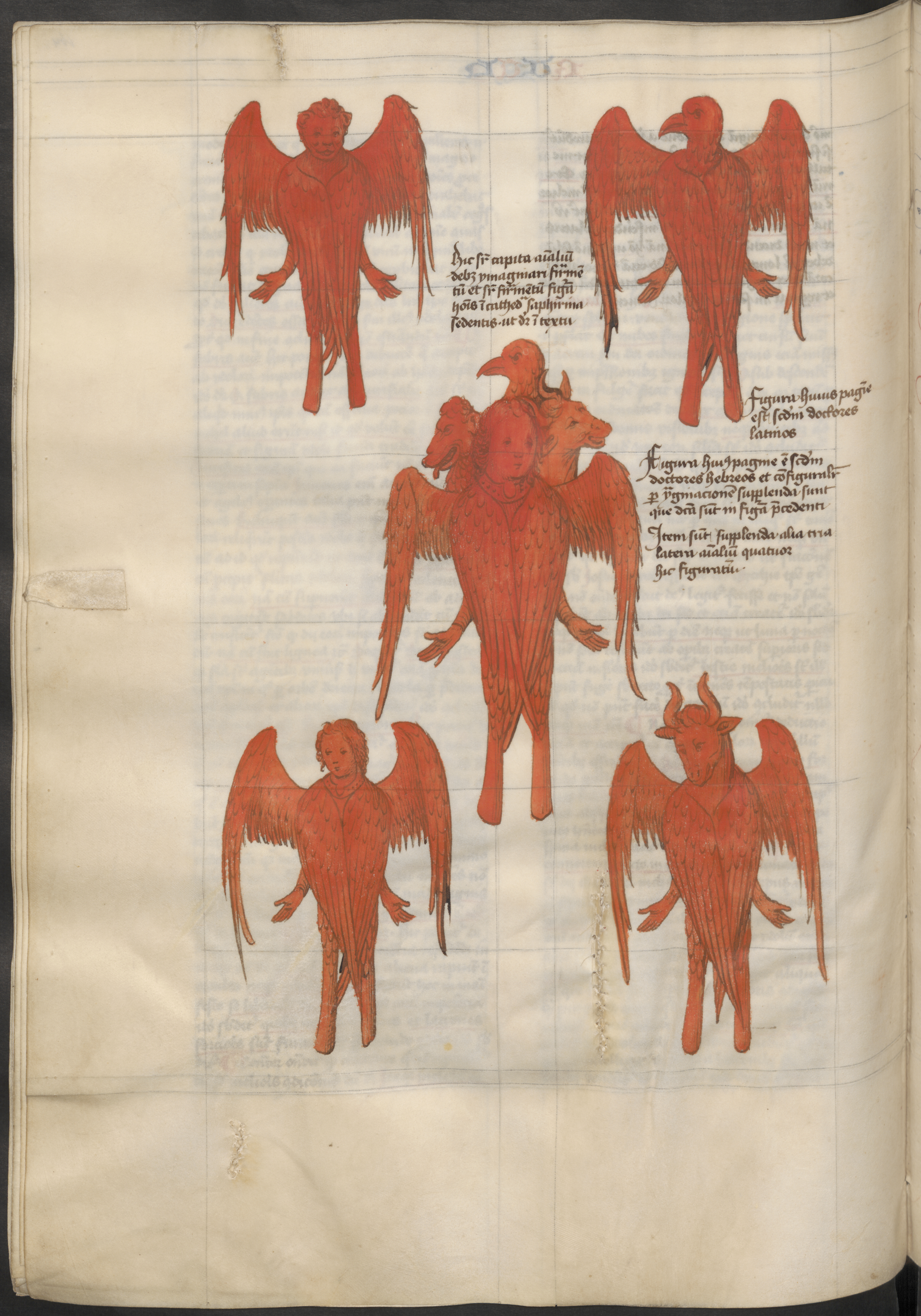
f. 164v Tetramorf

De Moralisacio Seraph heeft wel een los verband met de tekst van Jesaja. In het visioen van Jesaja (hoofdstuk 6 vers 1-3) worden serafijnen beschreven. Deze hebben elk zes vleugels: twee om het hoofd mee te bedekken, twee om de voeten mee te bedekken en twee om mee te vliegen. Maar de uitwerking van de serafijn in de miniatuur gaat meer terug op een andere bron. In de miniatuur staat namelijk op elke vleugel een deugd of aspect van het godsdienstig leven geschreven en de vijf veren van elke vleugel bevatten de vereisten voor zo'n deugd. Dit komt uit het traktaat van Alanus van Rijsel (d. 1202), De sex alis Cherubim (Over de zes vleugels van de cherubijn). Onder de miniatuur is de korte proloog op Alanus' traktaat gekopieerd. Het is onduidelijk waarom Alanus schrijft over cherubijnen, terwijl hij Jesaja's tekst over serafijnen citeert. De schrijver van de inscriptie 'Moralisacio Seraph' moet deze afwijking ook opgevallen zijn, aangezien hij niet 'Moralisacio Cherub' heeft geschreven.
De invulling van de vleugels is als volgt. Op de vleugels die de voeten bedekken, staat op nummer 1 (recht) Confessio (de biecht) en op 2 (links) Satisfactio (de boetedoening bij de biecht). Op de vleugels voor het vliegen staat op nummer 3 (rechts) Mundica carnis (reinheid van lichaam) en op 4 (links) Puritas mentis (zuiverheid van geest). De bovenste vleugels zijn omgedraaid in nummering. Nummer 5 (links) is Dilectio proximi (naastenliefde) en 6 (rechts) Dilectio dei (liefde tot God).
De Meester van de Seraph is een specifiekere noodnaam voor een van de Meesters van Otto van Moerdrecht die aan dit handschrift heeft gewerkt. De naam is aan de miniatuur van de Moralisacio Seraph ontleend.

### Tetramorf

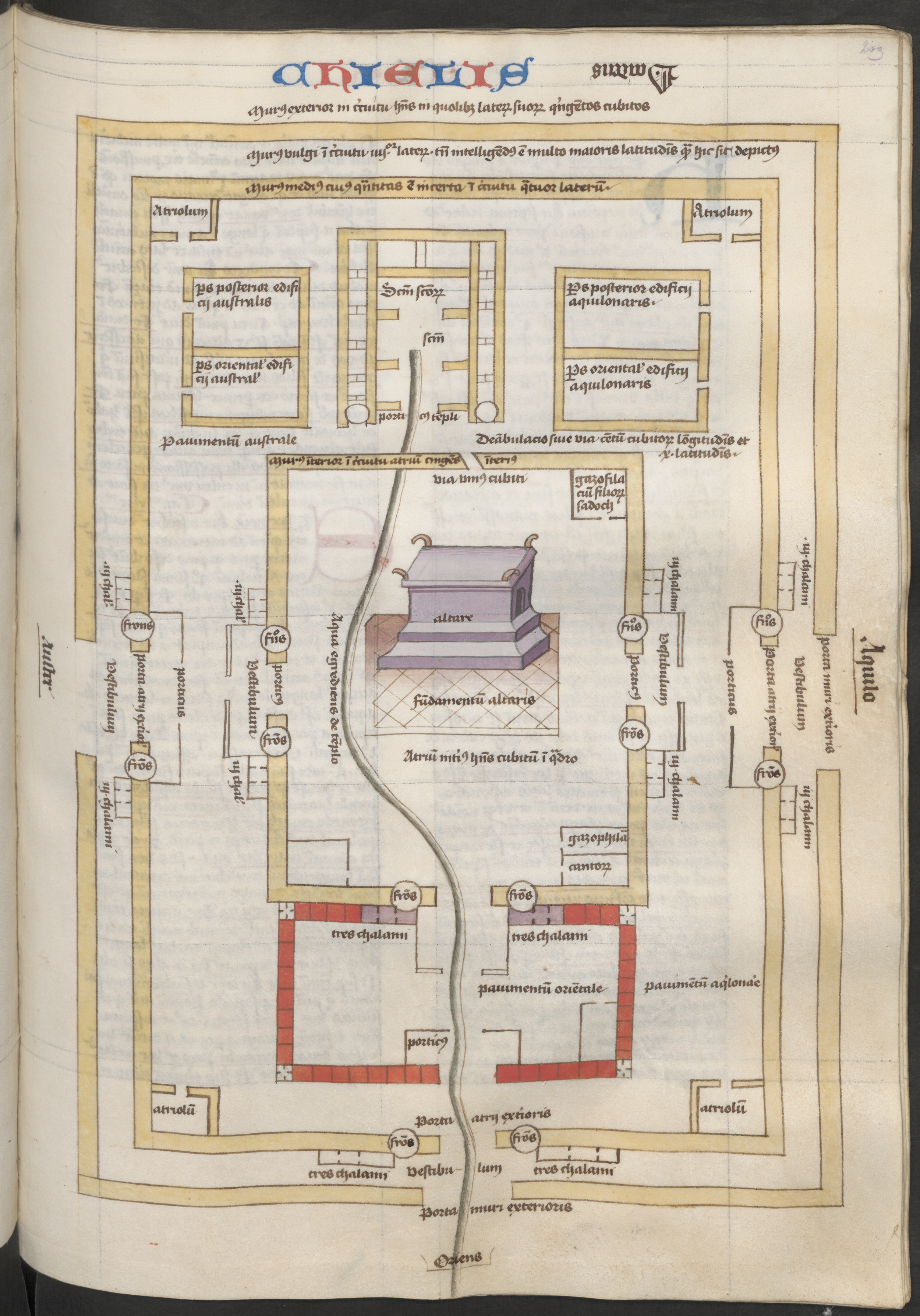
f. 209r plattegrond van de tempel

Aan het begin van de tekst van Ezechiël, op fol. 164v, staat de tetramorf afgebeeld omringd door de vier evangelistensymbolen. Ezechiël beschrijft in zijn visioen vier wezens met elke vier hoofden en vier vleugels. Zij hebben elk de hoofden van een mens, een leeuw, een adelaar en een os. Zo'n wezen heet de tetramorf. Van deze wezens met vier hoofden zijn de afzonderlijke evangelistensymbolen afgeleid: de mens (of engel), de leeuw, de adelaar en de os. Soms worden deze, zoals in dit handschrift, met vleugels afgebeeld.

### Plattegronden en schematische tekeningen
In het Bijbelboek Ezechiël staan ook plattegronden van de tempel in Jeruzalem en schematische tekeningen. Op fol. 197r staat de plattegrond van het portaal van de tempel, op fol. 197v staat de plattegrond van de hele tempel. Op fol. 198v staat een plattegrond van het heiligste deel van de tempel, de cella en op fol. 199v staat nog een plattegrond van de tempel met een tekening van de façade. Een schematische weergave van het altaar met wierook staat op fol. 204r. Op fol. 206r staat een schema van de twaalf stammen van Israël. Ten slotte staat op 209r nog een plattegrond van de tempel, waarin ook het altaar met de wierook nog een keer getekend staat, en op fol. 210v een kleine tekening van de muren van Jeruzalem met twaalf poorten.